# Agnès Varda (film)
Pour plus de détails, voir Fiche technique et Distribution.
Agnès Varda est un film documentaire biographique de 2020 de l'écrivain et réalisateur iranien Mohammad Mohammadian sur la réalisatrice française Agnès Varda,,,,,,,.   

## Synopsis
Un bref aperçu de la vie et du cinéma de la réalisatrice, scénariste, photographe et artiste d'installation française Agnès Varda. Son travail a été pionnier et central dans le développement du mouvement cinématographique français très influent de la Nouvelle Vague des années 1950 et 1960. Historiquement, Agnès Varda est considérée comme la mère de la Nouvelle Vague.

## Récompenses
| Année | Festival du film                          | Pays       | Catégorie              | Résultat   |
| ----- | ----------------------------------------- | ---------- | ---------------------- | ---------- |
| 2021  | Cannes World Film Festival                | France     | Best Biographical Film | Lauréat    |
| 2021  | Cannes World Film Festival                | France     | Best Editing           | Lauréat    |
| 2021  | Indie Shorts Mag Film Festival            | États-Unis | Best Documentary Film  | Nomination |
| 2021  | Indiex Film Fest,                         | États-Unis | Best Documentary Film  | Nomination |
| 2021  | Screen ATX                                | États-Unis | Best Documentary Film  | Nomination |
| 2021  | Ischia Global Film Festival               | Italy      | Best Documentary Film  | Nomination |
| 2021  | Horsetooth Intl. Film Festival            | États-Unis | Best Documentary Film  | Nomination |
| 2021  | International Multicultural Film Festival | Australie  | Best Documentary Film  | Nomination |
| 2021  | Culture Cinema                            | Inde       | Best Documentary Film  | Nomination |
| 2021  | Apox Film Festival                        | Croatia    | Best Documentary Film  | Nomination |